# George E. Stone
George E. Stone, född 18 maj 1903 i Łódź, Polen, död 26 maj 1967 i Los Angeles, Kalifornien, USA, var en skådespelare. Han filmdebuterade i USA 1927 och kom att medverka i över 180 filmer och TV-produktioner.
Han har en stjärna på Hollywood Walk of Fame vid adressen 6932 Hollywood Blvd.

## Filmografi (i urval)
- 1931 – Det stora reportaget
- 1931 – The Stolen Jools
- 1936 – Samhällets rovriddare
- 1940 – Jag tager denna kvinna
- 1946 – Mord i isbaletten
- 1955 – Mannen med den gyllene armen
- 1955 – Pysar och sländor
- 1959 – I hetaste laget
- 1959 – Perry Mason (TV-serie)